# Michaël Murcy

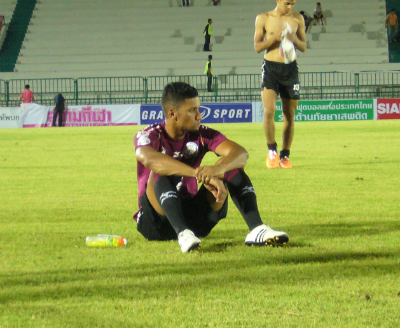
Michaël Murcy (zittend)

Michaël Murcy (Beaumont-sur-Oise, 18 september 1979) is een Franse voetballer. Murcy is een aanvaller en is sinds 2010 actief bij Shandong Luneng in China. Murcy kwam eerder al uit voor US Créteil, La Louvière, Esbjerg fB en Clermont Foot.

## Carrière
- 2000-11/2001: US Créteil
- 11/2001-2002: Lusitanos Saint Maur US
- 2002-2003: US Créteil
- 2003-01/2005: RAA Louviéroise
- 01/2005- 2008: Esbjerg fB
- 2008-2010: Clermont Foot
- 2010-: Shandong Luneng Taishan F.C.